# Мясников, Владимир Степанович
Влади́мир Степа́нович Мяснико́в (15 мая 1931, Москва — 14 мая 2025) — советский и российский историк, востоковед, китаист, специалист в области российско-китайских отношений, истории внешней политики, исторической биографии. Академик РАН (1997), доктор исторических наук, профессор.
Автор около 500 опубликованных научных трудов.

## Биография
Владимир Степанович Мясников родился 15 мая 1931 года в семье Степана Никифоровича и Ольги Фёдоровны Мясниковых. Детство и юность будущий учёный провёл на Остоженке, близ исторического центра Москвы. Окончив в 1950 году школу, Мясников поступил на китайское отделение Московского института востоковедения. По собственному признанию учёного, на его выбор повлияла победа Коммунистической партии Китая в гражданской войне и провозглашение Китайской Народной Республики. В 1954 году, в связи с закрытием МИВ, он был переведён на китайское отделение Московского государственного института международных отношений МИД СССР (МГИМО).
После завершения обучения в 1955 году Владимир Степанович не получил место в аспирантуре и некоторое время был вынужден работать библиографом в Центральной медицинской библиотеке при институте усовершенствования врачей. Однако спустя сорок дней, сентябре 1955 года, он был направлен в бригаду китаеведов и маньчжуристов, которая под руководством Л. С. Переломова разбирала и готовила для передачи властям КНР документы и материалы Маньчжурского архива, в своё время захваченного царскими войсками при подавлении восстания ихэтуаней. Работа над архивными материалами увлекла молодого Мясникова, и когда на базе Отдела Китая Института востоковедения АН СССР был создан Институт китаеведения, Владимир Степанович стал работать в должности научного сотрудника. Его научным руководителем стал китаевед старшего поколения П. Е. Скачков, вместе с которым Мясников вёл кропотливую работу по разработке вопросов российско-китайских отношений (с 1689 по 1915 г.). Результатом этой совместной деятельности стало издание сборника «Русско-китайские отношения 1689—1916 гг. Официальные документы» (1958). Спустя несколько лет, после смерти Скачкова в 1964 году, Владимир Степанович отложит на несколько лет написание своей докторской диссертации, завершит работу над двумя рукописями своего научного руководителя, и, объединив их в одно фундаментальное исследование «Очерки истории русского китаеведения» (1977), издаст её под именем своего учителя.
В 1958 году Владимир Степанович совершил первую научную командировку в Китай. В ходе поездки ему довелось поработать в архиве бывшего императорского дворца Гугун, ознакомиться с книгами, хранящимися в Пекинской библиотеке и многими другими историческими памятниками. В Пекине Мясников познакомился с коллегой по Институту Светланой Даниловной Марковой, ставшей вскоре его женой. Маркова была талантливым и известным китаеведом-филологом, специалистом по современной китайской литературе и культуре в целом. Она познакомила со своими друзьями: академиком Го Можо, математиком академиком Хуа Логэном, поэтом Сяо Санем и многими другими китайскими интеллигентами.
Поступив в 1960 году в аспирантуру Института народов Азии (Институт китаеведения к тому времени был закрыт), Мясников уже имел ряд публикаций, которые определяли круг его научных интересов. Вполне закономерно, что и его кандидатская диссертация была посвящена разрабатываемой тематике — проблемам российско-китайских отношений. 13 февраля 1964 года диссертация была успешно защищена. В скором времени учёный отправился на стажировку в Пекинский институт иностранных языков.
Ухудшение советско-китайских отношений и искажение истории российско-китайских отношений сподвигли Мясникова к дальнейшему детальному изучению истории российско-китайских отношений. Им была инициировано создание документальной серии «Русско-китайские отношения. Материалы и документы». Когда в октябре 1969 года советская делегация отправилась на переговоры в Пекин, она уже имела в своём распоряжении первый том этой документальной серии, а сам Мясников был включён в состав делегации в качестве эксперта.
В 1964—1966 годах — научный сотрудник Института экономики мировой социалистической системы. В 1966—2003 гг. работал в Институте Дальнего Востока АН СССР (РАН): сначала учёным секретарём (1967—1969), затем старшим научным сотрудником, заведующим сектором (1969—1985) и, наконец, заместителем директора Института. С 1985 года он — заместитель директора, с 1992 года — руководитель центра «Россия-Китай» этого же института.
В 1978 году защитил докторскую диссертацию по теме: «Традиционная китайская дипломатия и реализация Цинской империей стратегических планов в отношении Русского государства в XVII веке». В 1982 году присвоено звание профессора. 15 декабря 1990 года Владимир Степанович Мясников был избран членом-корреспондентом АН СССР в отделение истории по специальности «Всеобщая история», а спустя семь лет (29 мая 1997 года) — академиком РАН в отделение истории по специальности «Всеобщая история, востоковедение».
Почти десять лет В. С. Мясников читал лекции на кафедре истории Китая МГИМО, позднее преподавал в Восточном университете при ИВ РАН и на факультете мировой политики МГУ.
На протяжении многих лет является заместителем председателя Общества российско-китайской дружбы, с 1997 по 2003 год — заместитель председателя российской части Российско-китайского комитета дружбы, мира и развития в XXI в., с 1998 года — президент Ассоциации китаеведов РАН. Заместитель академика-секретаря Отделения истории РАН (до 2002); с 2003 года — советник Российской академии наук.
Председатель Российского общества историков-архивистов (2006—2010). С 2011 года — почётный председатель ежегодной Международной конференции молодых учёных и специалистов КЛИО — «Исторические документы и актуальные проблемы археографии, источниковедения, российской и всеобщей истории нового и новейшего времени» (г. Москва).
Член дирекции Института востоковедения РАН, председатель редколлегии научной серии «Научное наследие» РАН, член редколлегии журнала «Новая и новейшая история».

## Основные работы
- Русско-китайские отношения 1689—1916. М., 1958;
- Первые русские дипломаты в Китае. М., 1960 (в соавт.);
- Мясников В. С. Империя Цин и Русское государство в XVII веке / Отв. ред. чл.-кор. АН СССР С. Л. Тихвинский; Институт Дальнего Востока АН СССР. — М.: Наука (ГРВЛ), 1980. — 312 с. — 5000 экз.
- Мясников В. С. Империя Цин и Русское государство в XVII веке. — Хабаровск: Хабаровское книжное издательство, 1987. — 512 с. — (Дальневосточная историческая библиотека). — 15 000 экз.
- Краткий очерк истории дипломатии КНР (60-е — нач. 80-х гг.). М. 1988;
- Русско-китайские отношения в XX в. Т. 4, кн. 1-2. М., 2000;
- Russia and China. 400 years of interstate ties. NY, London, 2001;
- Мясников В. С. Квадратура китайского круга: Кн. 1, 2 / Институт востоковедения РАН. — М.: Восточная литература, 2006. — 1178 с. — (Corpus Sericum). — 800 экз. — ISBN 5-02-018529-9.
- Мясников В. С. Кастальский ключ китаеведа: Сочинения в 7 томах. — М.: Наука, 2014. — ISBN 978-5-02-039048-5.

## Награды
- орден Почёта
- орден Дружбы
- премия имени Н. И. Кареева РАН (2000, за монографию «Договорными статьями утвердили. Дипломатическая история русско-китайской границы XVIII—XX вв.»)
- премия имени С. Ф. Ольденбурга РАН (2018, за собрание сочинений «Кастальский ключ китаеведа» в семи томах)
- Благодарность Президента Российской Федерации (5 февраля 2024) — за заслуги в развитии отечественной науки, многолетнюю плодотворную деятельность и в связи с 300-летием со дня основания Российской академии наук[3]